# Karschia (champignon)
Pour les articles homonymes, voir Karschia.
Genre
Karschia est un genre de champignons lichénicoles de la famille des Stictographaceae.

## Description
Ce genre est caractérisé par un mode de vie lichénicole, des ascocarpes noirs, arrondis, immergés, parfois érumpents, lorsqu'ils sont jeunes, couverts par une paroi qui se fragmente et se détache pour exposer l'hyménium à maturité ; un excipule brun foncé ; un hypothécium brun ; un épihyménium brun couvert par des restes de la paroi de l'ascocarpe ; des paraphyses abondamment ramifiées et anastomosées, qui peuvent être apicalement légèrement élargies et brunâtres ; des périphyses inconnues mais paraphysoïdes plus denses près de la partie interne de l'excipule ; des asques bituniqués, clavés à subcylindriques, le plus souvent à huit spores, à paroi apicalement épaissie, avec une chambre oculaire distincte ; et des ascospores brunes ellipsoïdes, septées une fois, lisses, qui sont légèrement rétrécies près du septum.

## Taxinomie
Le nom correct complet (avec auteur) de ce taxon est Karschia Körb., publié en 1865 par le lichénologue allemand Gustav Wilhelm Körber. Karschia talcophila (Ach.) Körb., 1865 est l'espèce type. Un temps classé incertae sedis dans l'ordre des Dothideales, le genre a été classé dans la famille des Stictographaceae et l'ordre des Asterinales en 2020,.

### Liste des espèces
Selon MycoBank (28 février 2025) :
- Karschia acarosporae H. Magn., 1943
- Karschia adjuncta (Th. Fr.) Arnold, 1874
- Karschia adnata Kanouse, 1947
- Karschia advenula (Leight.) Zopf, 1896
- Karschia agapanthi Petr., 1929
- Karschia allothallina (Müll. Arg.) Rehm, 1890
- Karschia alpicolae D. Hawksw. & Alstrup, 1990
- Karschia andicola Speg., 1912
- Karschia anziana (Rehm) Vouaux, 1913
- Karschia araucariae Rehm, 1900
- Karschia artemisiae Velen., 1934
- Karschia athallina (Müll. Arg.) Vouaux, 1913
- Karschia atherospermae Massee & Rodway, 1901
- Karschia bayrhofferi (Schaer.) Rehm, 1890
- Karschia bloxamii (Berk. & W. Phillips) Sacc., 1889
- Karschia brachyspora (Müll. Arg.) Vouaux, 1913
- Karschia buellioides (Sacc.) Sacc., 1889
- Karschia cezannei Ertz & Diederich, 2015
- Karschia crassa Fairm., 1904
- Karschia crassaria Vouaux, 1913
- Karschia crassula Starbäck, 1899
- Karschia cratincola Rehm, 1890
- Karschia deformata (Peck) Peck, 1886
- Karschia destructans Tobler, 1911
- Karschia elaeospora Fairm., 1921
- Karschia elasticae Koord., 1907
- Karschia epiconcolor (Bagl. & Carestia) Zopf
- Karschia epimyces Tobisch, 1934
- Karschia epiphorbia (Leight.) Zopf, 1896
- Karschia episemoides (Nyl.) Vouaux, 1913
- Karschia fraudans Starbäck, 1899
- Karschia fuegiana Speg., 1924
- Karschia fulvodisca Pat., 1895
- Karschia fusispora (Cooke & Peck) Sacc., 1889
- Karschia glauconigella (Nyl.) Zopf
- Karschia glomelliferae (Harm.) Vouaux, 1913
- Karschia homoclinella (Nyl.) Zopf, 1896
- Karschia hospitans (Th. Fr.) Keissl., 1938
- Karschia imperfecta (Ellis) Sacc., 1889
- Karschia impressa Ellis & Everh., 1897
- Karschia inops Triebel & Rambold, 1994
- Karschia juniperi Velen., 1934
- Karschia laeta K. Gerber, 1931
- Karschia latypizae (Harm.) Keissl., 1925
- Karschia leptolepis (Bagl.) Müll. Arg., 1872
- Karschia lignyota (Fr.) Sacc., 1889
- Karschia linitaria Vouaux, 1913
- Karschia melaspileoides Rehm, 1890
- Karschia microspora Velen., 1934
- Karschia minuta Velen., 1934
- Karschia myriocarpa (DC.) Sacc. & Traverso, 1910
- Karschia nigerrima (Sacc.) Sacc., 1889
- Karschia nigricans Rehm
- Karschia nigromarginata (Fuckel) Sacc., 1889
- Karschia nootkatensis Terrier, 1952
- Karschia occidentalis Earle, 1901
- Karschia olivacea (Batsch) Rehm, 1890
- Karschia parasema (Ach.) Sacc. & Traverso, 1910
- Karschia particularis (Nyl.) Zopf, 1896
- Karschia patinelloides (Sacc. & Roum.) Sacc., 1889
- Karschia perexigua Sacc., E. Bommer & M. Rousseau, 1890
- Karschia pertusariae Vouaux, 1913
- Karschia populina (P. Crouan & H. Crouan) Sacc., 1889
- Karschia prinsepiae Chona, Munjal & J.N. Kapoor, 1957
- Karschia protothallina (Anzi) Körb.
- Karschia pulverulenta (Anzi) Körb., 1865
- Karschia ricasoliae Vouaux, 1913
- Karschia rimulicola (Müll. Arg.) Rehm, 1890
- Karschia rufoatra Starbäck, 1899
- Karschia sabinae Rehm, 1882
- Karschia santessonii Hafellner, 1979
- Karschia saxatilis (Schaer.) Rehm, 1890
- Karschia scabrosa (Ach.) Rehm, 1890
- Karschia schaereri (De Not.) Sacc. & Traverso, 1910
- Karschia sordidae J. Steiner, 1898
- Karschia sphaerioides Ellis & Everh., 1894
- Karschia sphyridii Stein, 1872
- Karschia strickeri Körb., 1865
- Karschia stygia (Berk. & M.A. Curtis) Massee, 1901
- Karschia talcophila (Ach.) Körb., 1865
- Karschia taveliana Rehm, 1895
- Karschia tegularum (Arnold) Rehm, 1895
- Karschia thallophila (Ohlert) Rehm, 1890
- Karschia tjibodensis Penz. & Sacc., 1902
- Karschia torulispora (W. Phillips) Sacc., 1889
- Karschia trypethelii (Tuck.) Keissl., 1927
- Karschia urceolariae (Nyl.) Rehm, 1890
- Karschia vagans (Müll. Arg.) Arnold, 1874
- Karschia vermicularia (Linds.) Rehm & Arnold, 1903

### Publication originale
- (de + la) Körber, GW, Parerga lichenologica. Ergänzungen zum Systema lichenum Germaniae, vol. 5, 1865, p. 459